# 미콜라 밀체우
미콜라 미콜라요비치 밀체우(우크라이나어: Мико́ла Микола́йович Мі́льчев, 1967년 11월 3일~)는 우크라이나의 사격 선수로 주 종목은 스키트이다. 2000년 하계 올림픽 스키트 종목에서 금메달을 획득했다.

## 경력
오데사에서 태어난 밀체우는 15세 때 사격을 시작했다. 1994년에 오데사 교육 연구소 체육학부를 졸업했으며, 같은 해에 우크라이나 국가대표로 발탁되었다. 1994년 7월 이탈리아 밀라노에서 열린 1994년 세계 선수권 대회에 참가하여 국제 대회에 처음 출전했고 스키트 종목에서 93위를 기록했다.
1999년 6월 프랑스 푸상에서 열린 유럽 산탄총 선수권 대회 스키트 종목에 참가하였으며 체코의 브로니슬라프 베힌스키의 뒤를 이어 은메달을 획득하며 처음으로 국제 대회에 입상했다.
2000년 9월 오스트레일리아 시드니에서 열린 2000년 하계 올림픽에 참가하면서 처음으로 올림픽에 출전했으며, 스키트 종목에서 금메달을 획득하였다. 그는 예선에서 125점을 기록하면서 세계 기록을 갱신했다. 또한 결승에서 25점을 추가하면서 총 150점으로 체코의 페트르 말레크와 미국의 제임스 그레이브스를 누르면서 우승을 차지했다. 
이후 2004년 그리스 아테네에서 열린 2004년 하계 올림픽에서 9위에 올랐으며 2005년 스키트 종목 규칙이 개정되면서 시드니 올림픽 때 세운 세계 기록이 무효 처리되었다. 2008년 베이징에서 열린 2008년 하계 올림픽에서는 32위를 기록했다.
2009년 5월 이집트 카이로에서 열린 사격 월드컵 1차 대회에서 이탈리아의 엔니오 팔코]와 핀란드의 마르코 켐파이넨을 꺾고 금메달을 획득했고 이 대회에서 125점을 기록하면서 세계 기록을 갱신했다. 
2016년 3월 키프로스 니코시아에서 열린  사격 월드컵 1차 대회에서 영국의 벤 루엘린과 스페인의 후안 호세 아람부루를 꺾고 금메달을 획득했다. 같은 해 8월에 2016년 하계 올림픽에 참가했고 개막식 당시 우크라이나 선수단의 기수를 맡았다. 대회 본선에서는 4위에 올랐다. 이후 10월에 로마에서 열린 월드컵 파이널 대회에서 러시아의 니콜라이 툐플리의 뒤를 이어 은메달을 획득했다.